# Leszczydół (przystanek kolejowy)
Leszczydół – przystanek kolejowy Polskich Kolei Państwowych obsługiwany przez Koleje Mazowieckie. Przystanek znajduje się we wsi Leszczydół-Nowiny, w gminie Wyszków, w powiecie wyszkowskim, w województwie mazowieckim, w Polsce.

## Ruch pasażerski
| Rok  | Wymiana pasażerska na dobę |
| ---- | -------------------------- |
| 2017 | 20-49                      |
| 2022 | 20-49                      |

## Połączenia
- Tłuszcz
- Ostrołęka
- Wyszków